# 贝拉·阿布朱格

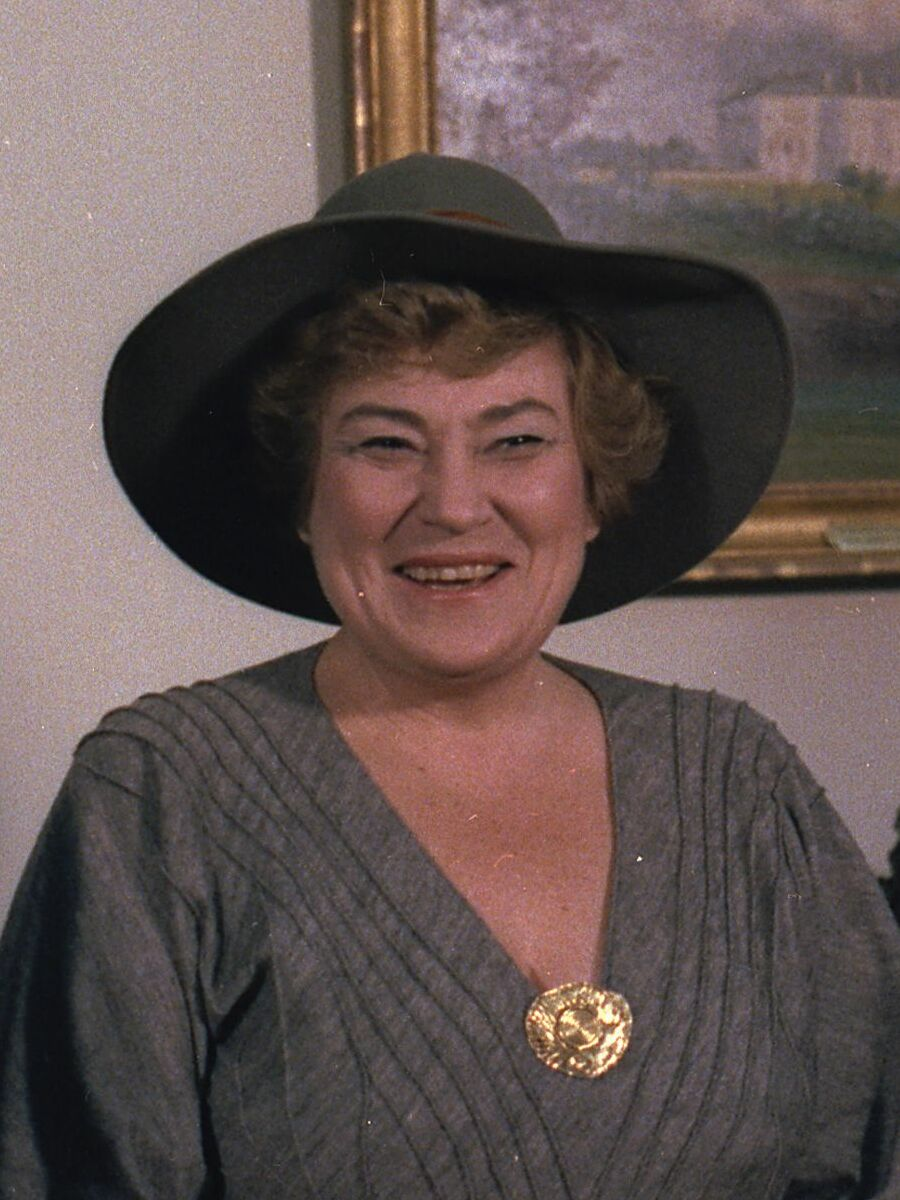
贝拉·阿布朱格

贝拉·阿布朱格（ 1920年7月24日-1998年3月31日），绰号“战斗贝拉”，是一位美国律师、社会活动家、美國妇女运动领袖以及生態女性主義者。 在麦卡锡主义橫行的年代，她是少数愿意公开对抗众议院非美活动调查委员会的律师之一。 